# Tomnavoulin
Tomnavoulin, schottisch-gälisch: Tom Mhuilinn, ist eine nur aus wenigen Gebäuden bestehende Streusiedlung in der schottischen Council Area Moray. Sie liegt in der traditionellen Grafschaft Banffshire etwa 17 Kilometer östlich von Grantown-on-Spey und 57 Kilometer südöstlich des Zentrums von Inverness am linken Ufer des Livet, der rund fünf Kilometer nördlich bei Drumin Castle in den Avon mündet. In Tomnavoulin mündet der Allt a’ Choire in den Livet.

## Geschichte
Nahe Tomnavoulin wurde am 3. Oktober 1594 die Schlacht im Glenlivet geschlagen. In der Region wurde in vergangenen Jahrhunderten intensiv der Schwarzbrennerei nachgegangen. Die älteste legale Whiskybrennerei Schottlands, The Glenlivet, wurde 1823 im benachbarten Glenlivet gegründet. In Tomnavoulin befindet sich die seit 1966 aktive Whiskybrennerei Tamnavulin. Südöstlich befindet sich die denkmalgeschützte Church of The Incarnation.

## Verkehr
Tomnavoulin ist über die untergeordnete B9008 an das Straßennetz angeschlossen. Im Norden ist innerhalb von etwa zehn Kilometern die von Aviemore nach Banff führende A95 erreichbar. In etwa gleicher Entfernung ist im Südwesten in Tomintoul die von Bridge of Gairn nach Nairn führende A939 zugänglich, die teils einer alten Militärstraße folgt. Im späten 18. Jahrhundert entstand auf Geheiß des Duke of Gordon die zwischen Tomnavoulin und Glenlivet gelegene Bogenbrücke Bridge of Livet über den Livet. Sie wurde zwischenzeitlich durch eine nebenliegende moderne Brücke ersetzt und ist damit obsolet. Die Bridge of Tomnavoulin über den Allt a’ Choire wurde im mittleren 19. Jahrhundert errichtet.